# Ed Clancy
Edward "Ed" Clancy MBE (nascido em 12 de março de 1985, em Barnsley) é um desportista britânico que compete no ciclismo nas modalidades de pista, especialista nas provas de perseguição por equipas e omnium, e rota.
Participou em três Jogos Olímpicos de Verão, entre os anos 2008 e 2016, obtendo ao todo quatro medalhas, ouro em 2008, ouro e bronze em 2012 e ouro em 2016, as três medalhas de ouro obteve-as na prova de perseguição por equipas (em 2008 junto com Paul Manning, Geraint Thomas e Bradley Wiggins, em 2012 com Geraint Thomas, Steven Burke e Peter Kennaugh, e em 2016 com Steven Burke, Owain Doull e Bradley Wiggins).
Ganhou 12 medalhas no Campeonato Mundial de Ciclismo em Pista entre os anos 2005 e 2019, e 7 medalhas no Campeonato Europeu de Ciclismo em Pista entre os anos 2010 e 2019.
Clancy foi nomeado membro da Ordem do Império Britânico (MBE) no ano de 2011 pelos seus sucessos desportivos.

## Medalheiro internacional
| Jogos Olímpicos    | Jogos Olímpicos               | Jogos Olímpicos   | Jogos Olímpicos         |
| Ano                | Lugar                         | Medalha           | Competição              |
| ------------------ | ----------------------------- | ----------------- | ----------------------- |
| 2008               | Pequim ( China)               | Medalha de ouro   | Perseguição por equipas |
| 2012               | Londres ( Reino Unido)        | Medalha de ouro   | Perseguição por equipas |
| 2012               | Londres ( Reino Unido)        | Medalha de bronze | Omnium                  |
| 2016               | Rio de Janeiro ( Brasil)      | Medalha de ouro   | Perseguição por equipas |
| Campeonato Mundial |                               |                   |                         |
| Ano                | Lugar                         | Medalha           | Competição              |
| 2005               | Los Angeles ( Estados Unidos) | Medalha de ouro   | Perseguição por equipas |
| 2007               | Palma de Mallorca ( Espanha)  | Medalha de ouro   | Perseguição por equipas |
| 2008               | Manchester ( Reino Unido)     | Medalha de ouro   | Perseguição por equipas |
| 2010               | Ballerup ( Dinamarca)         | Medalha de ouro   | Omnium                  |
| 2010               | Ballerup ( Dinamarca)         | Medalha de prata  | Perseguição por equipas |
| 2011               | Apeldoorn ( Países Baixos)    | Medalha de bronze | Perseguição por equipas |
| 2012               | Melbourne ( Austrália)        | Medalha de ouro   | Perseguição por equipas |
| 2013               | Minsk ( Bielorrússia)         | Medalha de prata  | Perseguição por equipas |
| 2015               | Saint-Quentin ( França)       | Medalha de prata  | Perseguição por equipas |
| 2016               | Londres ( Reino Unido)        | Medalha de prata  | Perseguição por equipas |
| 2018               | Apeldoorn ( Países Baixos)    | Medalha de ouro   | Perseguição por equipas |
| 2019               | Pruszków ( Polónia)           | Medalha de prata  | Perseguição por equipas |
| Campeonato Europeu |                               |                   |                         |
| Ano                | Lugar                         | Medalha           | Competição              |
| 2010               | Pruszków ( Polónia)           | Medalha de ouro   | Perseguição por equipas |
| 2011               | Apeldoorn ( Países Baixos)    | Medalha de ouro   | Perseguição por equipas |
| 2011               | Apeldoorn ( Países Baixos)    | Medalha de ouro   | Omnium                  |
| 2013               | Apeldoorn ( Países Baixos)    | Medalha de ouro   | Perseguição por equipas |
| 2014               | Baie-Mahault ( França)        | Medalha de ouro   | Perseguição por equipas |
| 2014               | Baie-Mahault ( França)        | Medalha de bronze | Scratch                 |
| 2019               | Apeldoorn ( Países Baixos)    | Medalha de bronze | Perseguição por equipas |

1. ↑  Competiu na rodada de classificação.

## Palmarés

### Palmarés em pista
2007
- Campeonato Mundial Perseguição por Equipas (fazendo equipa com Geraint Thomas, Paul Manning e Bradley Wiggins)

2008
- Campeonato Mundial Perseguição por Equipas (fazendo equipa com Geraint Thomas, Paul Manning e  Bradley Wiggins)
- Campeonato Olímpico Perseguição por Equipas (fazendo equipa com Bradley Wiggins, Paul Manning e Geraint Thomas)

2010
- Campeonato Mundial de Omnium
- 2.º no Campeonato Mundial Perseguição por Equipas (fazendo equipa com Andrew Tennant, Ben Swift e  Steven Burke)
- Campeonato Europeu Perseguição por Equipas (fazendo equipa com Steven Burke,  Jason Queally e Andrew Tennant)

2011
- Melbourne Perseguição por Equipas (fazendo equipa com Steven Burke, Geraint Thomas e Bradley Wiggins)
- Campeonato Europeu Perseguição por Equipas (fazendo equipa com Steven Burke, Peter Kennaugh e Andrew Tennant)
- Campeonato Europeu de Omnium

2012
- Campeonato Mundial Perseguição por Equipas (fazendo equipa com Geraint Thomas, Andrew Tennant e Peter Kennaugh)
- Campeonato Olímpico Perseguição por Equipas (fazendo equipa com Peter Kennaugh, Geraint Thomas e Steven Burke)
- 3.º no Campeonato Olímpico de Omnium

2013
- 2.º no Campeonato Mundial Perseguição por Equipas (fazendo equipa com Andrew Tennant, Samuel Harrison e  Steven Burke)
- Campeonato Europeu Perseguição por Equipas (fazendo equipa com Owain Doull,  Steven Burke e Andrew Tennant)

2014
- Campeonato Europeu Perseguição por Equipas (fazendo equipa com Owain Doull,  Jonathan Dibben e Andrew Tennant)
- 3.º no Campeonato Europeu em scratch

2015
- 2.º no Campeonato Mundial Perseguição por Equipas (fazendo equipa com Owain Doull, Steven Burke e Andrew Tennant)

2016
- 2.º no Campeonato Mundial Perseguição por Equipas (fazendo equipa com Jonathan Dibben, Owain Doull e Bradley Wiggins)
- Campeonato Olímpico Perseguição por Equipas (fazendo equipa com Bradley Wiggins, Owain Doull e Steven Burke)

2018
- Campeonato Mundial Perseguição por Equipas (fazendo equipa com Kian Emadi, Ethan Hayter e Charlie Tanfield)

### Palmarés em estrada
2005
- 1 etapa do Tour de Berlim

2011
- 1 etapa do Tour de Coreia

2018
- 1 etapa do Herald Sun Tour

### Resultados naCopa do Mundo
- 2006-2007
  - 1.º em Manchester e Moscovo, em Perseguição por equipas * 2007-2008
  - 1.º em Sydney, Pequim e Copenhaga, em Perseguição por equipas
- 2008-2009
  - 1.º em Manchester, em Perseguição
  - 1.º em Manchester e Copenhaga, em Perseguição por equipas
- 2009-2010
  - 1.º em Manchester, em Perseguição por equipas
- 2010-2011
  - 1.º em Cali, em Omnium
  - 1.º em Manchester, em Perseguição por equipas
- 2013-2014
  - 1.º em Manchester, em Perseguição por equipas